# Oxalis tetraphylla

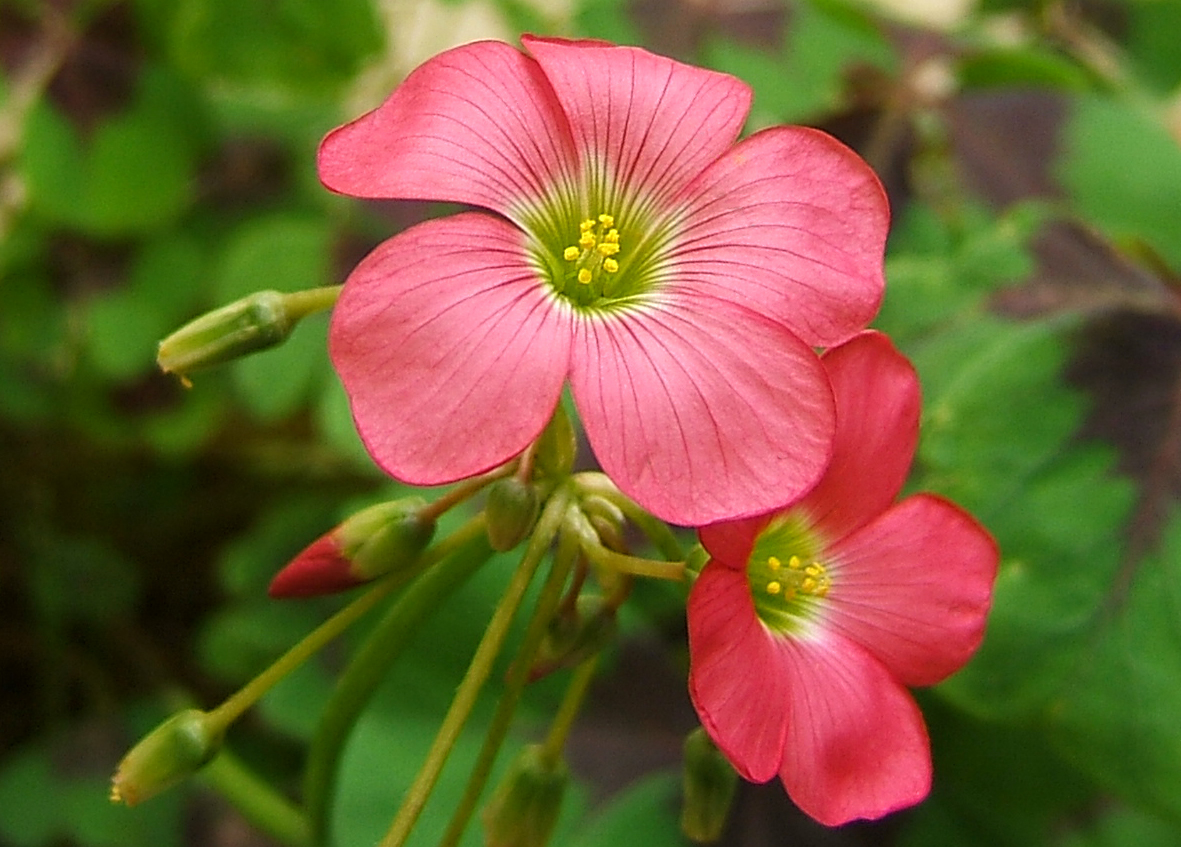

Oxalis tetraphylla (a menudo comercializada por su sinónimo O. deppei) es una planta de bulbo, propia de México. La variedad con el centro oscuro tiene como nombre común "Cruz de hierro", por el nombre de un cultivar; en estado salvaje se la conoce como alazán rosado de cuatro hojas y trébol de cuatro hojas (aunque no es una especie de trébol).
Posee hojas divididas en cuatro y ha sido denominada "hoja de la suerte" y "trébol de cuatro hojas" por su similitud a los tréboles de 4 hojas, pero no es un trébol verdadero. Está relacionada con Oxalis acetosella, es muy utilizada como planta ornamental. 
Es una especie comestible, sus flores y hojas poseen un fuerte sabor a limón. Sin embargo a causa de que el ácido oxálico en la planta puede interferir con la absorción de determinados nutrientes por el cuerpo, especialmente calcio, un consumo excesivo puede ser perjudicial para la salud.

## Cultivo
Resistencia: Zonas 8–9. Si se planta a comienzos de primavera crecerá y florecerá durante dicha estación y verano. Algunos bulbos pueden sobrevivir inviernos fríos, pero en zonas con heladas los mismos deben permanecer almacenados en un cuarto seco y fresco durante el invierno y ser replantados en primavera. Los bulbos se multiplican en otoño.